# (2304) Slavia
(2304) Slavia es un asteroide que forma parte del cinturón de asteroides y fue descubierto el 18 de mayo de 1979 por Antonín Mrkos desde el Observatorio Klet, cerca de České Budějovice, República Checa.

## Designación y nombre
Slavia recibió al principio la designación de 1979 KB.
Más tarde se nombró por una antigua palabra eslava que forma parte del nombre del Slavia de Praga, un equipo de fútbol checo.

## Características orbitales
Slavia orbita a una distancia media del Sol de 2,612 ua, pudiendo acercarse hasta 2,264 ua y alejarse hasta 2,96 ua. Su inclinación orbital es 13,59° y la excentricidad 0,1331. Emplea 1542 días en completar una órbita alrededor del Sol.